# ATA Packet Interface
ATA Packet Interface, ook bekend als ATAPI, is een protocol dat toelaat om een grotere groep van computerrandapparatuur over Parallel ATA of Serial ATA aan te sturen dan wat ATA toelaat. Randapparatuur die in ATAPI-uitvoering beschikbaar is, zijn onder andere cd- en dvd-apparatuur, tapedrive-toestellen, Zipdisk en SuperDisk.
ATA werd oorspronkelijk ontwikkeld om harde schijven aan te sturen. Dit wil bijvoorbeeld zeggen dat ATA geen "eject"-commando bevat om een cd-romspeler automatisch te openen of om na te gaan of er een cd in de speler zit.
Het Small Form Factor Committee ontwikkelde daarom ATAPI: het is een protocol dat over een ATA-interface werkt en in een ATA-pakket ook SCSI-commando's kan invoegen. Dat wil zeggen dat ATAPI-randapparatuur in feite intern met SCSI-instructies werkt ondanks het met een ATA-connector wordt aangesloten op de computer. Tezelfdertijd ondersteunt het randapparatuur ook ATA omdat het anders de SCSI-commando's niet uit het ATA-pakket kan filteren.